# Erik Åkerberg
Erik Åkerberg (ur. 19 stycznia 1860 w Sztokholmie, zm. 20 stycznia 1938 tamże) – szwedzki kompozytor, organista i pedagog muzyczny.

## Życiorys
Studiował w sztokholmskim konserwatorium; kształcił się również w Paryżu, gdzie jego nauczycielem był César Franck. Skomponował m.in. operę Turdanot (1907), Symfonię, Koncert wiolonczelowy, Mazurek na skrzypce i orkiestrę, dwa kwintety smyczkowe, a także utwory fortepianowe, chóralne oraz pieśni na głos i fortepian.